# Херман Де Кро
Херман Де Кро (на нидерландски: Herman De Croo) е белгийски политик от партията Фламандски либерали и демократи. През 1999 – 2007 година е председател на Камарата на представителите на белгийския парламент.
Жени се през 1961 г. и има две деца. Едното е родено през 1975 – бъдещият министър-председател Александер Де Кро, – а другото – през 1978 г.